# Pontiac GTO (2004)
Pontiac GTO – samochód sportowy klasy wyższej produkowany pod amerykańską marką Pontiac w latach 2004 – 2006.

## Historia i opis modelu

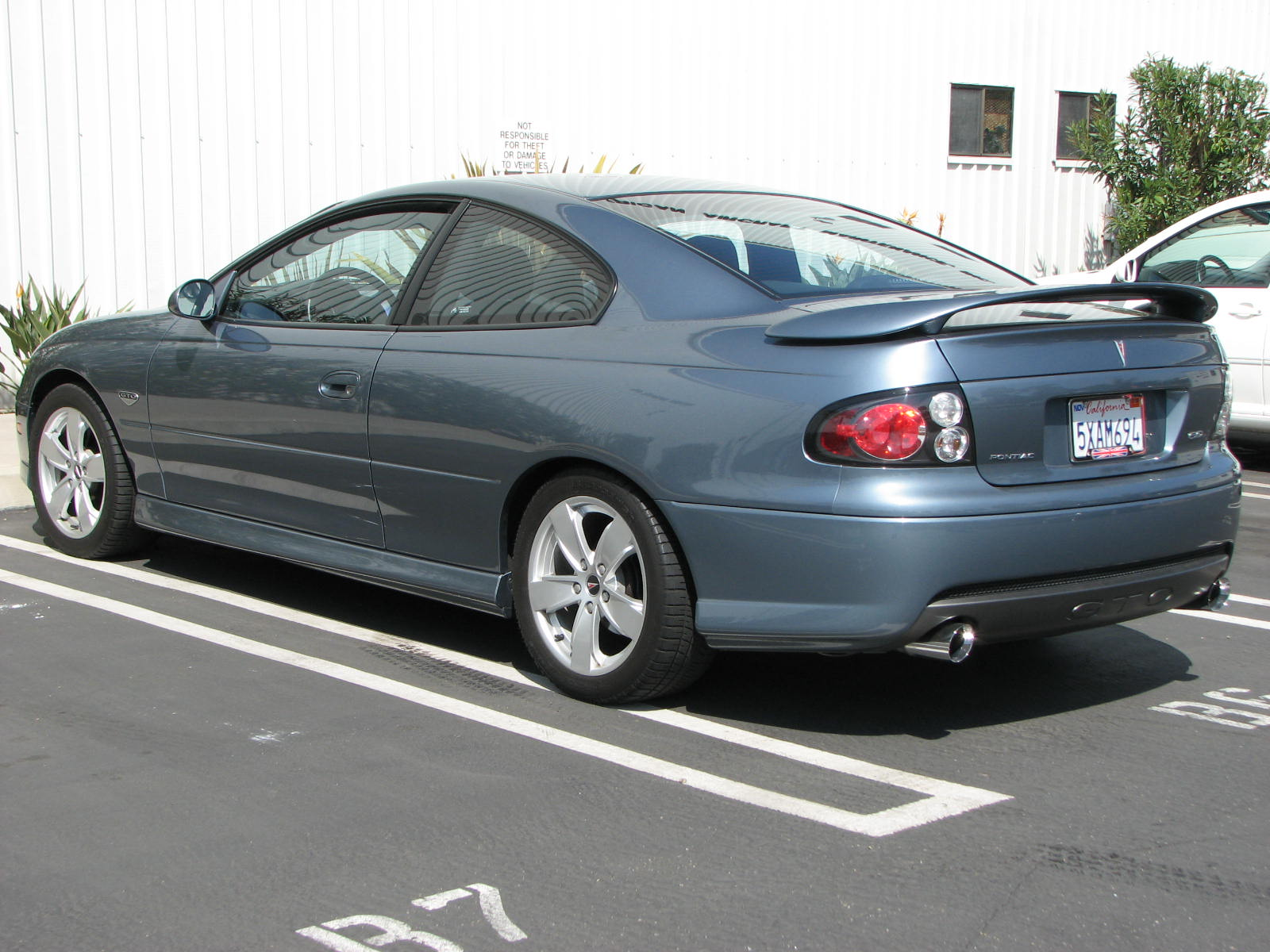
Pontiac GTO - tył

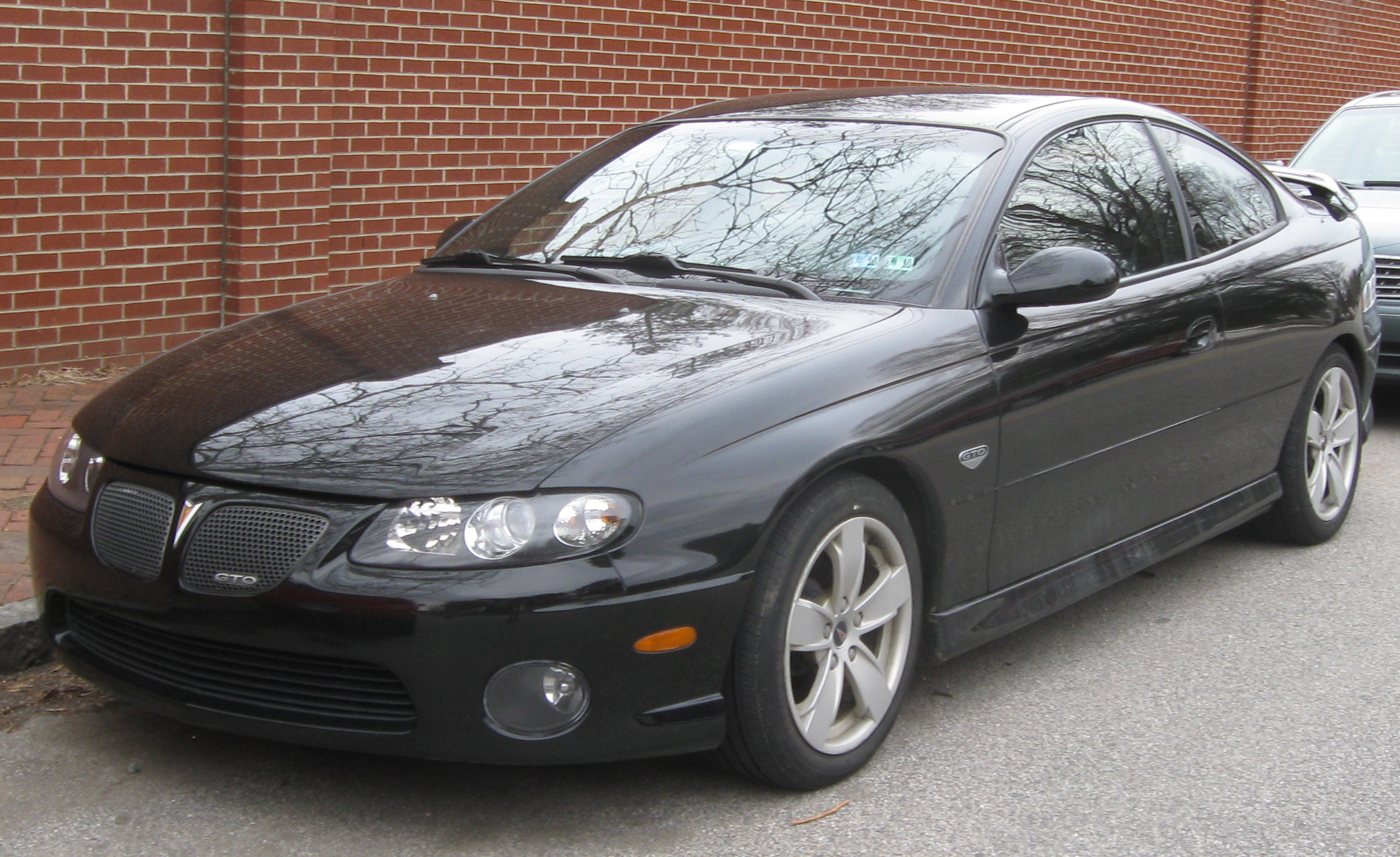
Pontiac GTO

Po 30-letniej przerwie, kiedy to w 1974 roku zakończono produkcję ostatniej generacji pony cara GTO, General Motors przywróciło do użytku tę nazwę w 2004 roku dla zupełnie nowego pojazdu. Nowy model był bliźniaczą konstrukcją względem na Holden Monaro opartego na platformie V-body. Ponowne wprowadzenie GTO na rynek zostało zainicjowane przez byłego prezesa GM Boba Lutza, który podczas biznesowego wyjazdu do Australii miał okazję prowadzić Holdena Monaro.
Pontiac GTO był produkowany przez filię GM, Holdena w australijskim Adelaide. Model wyposażony został w znane Chevroleta Corvetty silniki V8 LS1 ('04) i LS2 ('05-'06), moc przenoszona była na koła tylne poprzez sześciostopniową skrzynię manualną lub czterobiegowy automat. Ten sam samochód sprzedawany był na terenie Wielkiej Brytanii jako Vauxhall Monaro, zaś na Bliskim Wschodzie jako Chevrolet Lumina SS.
Na zakończenie roku 2004 pojawił się pakiet W40. Dawał on nabywcy między innymi niepowtarzalny kolor nadwozia zwany Pulse Red oraz czerwone emblematy GTO wyszyte na siedzeniach. Ostatnie 800 sztuk rocznika '04 GTO zostało wyposażone w pakiet W40.

### 2005
Roczniki 2005 również były dostępne z dodatkami takimi jak: wloty powietrza na masce, podwójne końcówki wydechu, oraz opcjonalne 18 calowe (45,7 cm) koła. Główną zmianą w tym roku była zmiana jednostki napędowej LS1 na silnik LS2. Dzięki temu GTO legitymuje się większą mocą równą 400 hp (298 kW) oraz momentem obrotowym wynoszącym 542 Nm (400 ft-lbf). Według Pontiaca, GTO z silnikiem LS2 miał przyspieszać od 0 do 60 mph w około 4,6 s oraz osiągać czas przejazdu 1/4 mili rzędu 13,3 s przy 107 mph (skrzynia automatyczna).
Magazyn Car and Driver zmierzył natomiast czas przyspieszenia od 0 do 60 mph równy 4,8 s, czas na ćwierć mili równy 13,3 s przy 107 mph, dane przez Pontiaca były więc zgodne z prawdą. Zmieniony również został wygląd kokpitu. Opcją był instalowany u dealera pakiet Sport Appearance Package, zmieniający zewnętrzny wygląd samochodu (chromowane końcówki wydechu, itp). Roczna sprzedaż spadła do 11069 sztuk, głównie z powodu krótszej obecności rocznika na rynku. Z palety kolorów zniknęły odcienie Barbados Blue i Cosmos Purple, dodano natomiast Cyclone Grey oraz Midnight Blue Metallic.

### 2006
W roku 2006 dodano dwa nowe kolory karoserii do wyboru (Spice Red Metallic i Brazen Orange Metallic), zaprzestano natomiast produkcji modeli w kolorach Midnight Blue Metallic i Yellowjacket. Poprawiono tylne przyciemniane światła, podświetlenie przycisków na kierownicy oraz dodano lepsze zamki i siedzenia. Rocznik '06 mógł na specjalne życzenie zostać pozbawiony w fabryce spoilera.
Ostatni Pontiac GTO zjechał z taśmy produkcyjnej 14 czerwca 2006 roku.

### Silniki
- V8 5.7l
- V8 6.0l